# Guerre de Kalmar
Guerre de Kalmar
Batailles
- Siège de Kalmar (en)
- Prise de Kristianopel (en)
- Bataille de Vittsjö (en)
- Bataille de Kringen (en)

La guerre de Kalmar oppose la Suède au Danemark entre 1611 et 1613. Les détroits reliant la mer Baltique à la mer du Nord étant contrôlés par le Danemark, la Suède  cherche depuis plusieurs années à mettre sur pied une nouvelle voie commerciale qui passerait par la Laponie peu peuplée et le Nord de la Norvège, territoires appartenant eux aussi au Danemark.
En 1607, le roi de Suède Charles IX s'était proclamé roi des Lapons et du Norrland et avait commencé à collecter des taxes dans ces régions. Les péages dans les détroits étant la principale source de revenu du royaume de Danemark-Norvège, le roi de Danemark Christian IV s'opposa rapidement à la volonté suédoise de créer une nouvelle route commerciale et protesta vivement.
En 1611, en réponse aux prétentions suédoises sur le nord de la Norvège, le Danemark attaque la Suède ; une armée de 6 000 hommes met le siège devant la ville de Kalmar, et prend la ville. Les troupes norvégiennes stationnées à la frontière ont, de leur côté, reçu l'ordre de ne pas attaquer.
Le 20 octobre, Charles IX meurt et son fils Gustave II Adolphe lui succède. Il demande immédiatement au Danemark de conclure un traité de paix, mais Christian IV voit alors une occasion de remporter une plus grande victoire et fortifie ses armées dans le sud de la Suède.
Les Provinces-Unies et l'Angleterre, également impliqués dans le commerce en mer Baltique, font cependant pression sur le Danemark pour qu'il signe la paix. Les Danois, bien que bien équipés et forts, manquent d'argent et sont amenés à signer le traité de Knäred le 20 janvier 1613.
Le Danemark obtient alors le contrôle sur la Laponie suédoise et la Suède est contrainte de payer une forte rançon pour les deux forteresses que les Danois occupent. La Suède obtient en revanche le droit d'être exemptée du péage sur l'Øresund. L'Angleterre et les Provinces-Unies obtiennent les mêmes droits.